# Anders Forsslund
Björn Anders Forsslund, född 5 september 1946 i Bromma, är en svensk sångare och musiker. 
Anders Forsslund sjunger, spelar kontrabas och dragspel och har bland annat varit medlem i den svenska popgruppen The Mascots och teatergruppen Fria Proteatern. Julen 1989 var han programledare för jullovsmorgonprogrammet Midvinterbio, där han spelade övervintrade rockaren Andy Vincent, som mekade med sin morsas MC, spelade bas och sjöng till exempel Blackberry Way och Blueberry Hill på svenska, samt berättade historier om hur rocken i Norra Ängsbyn kom till, eller om Göte som lovade att inte spela piano på ett år. 
Han har arbetat med musikteater och kabaréer, bland annat den hyllade Owe Thörnqvist-kavalkaden Svartbäckens ros på Uppsala Stadsteater. Anders Forsslund var värd för radioprogrammet Sommar den 26 juli 1984. 2005 gav han ut CD-albumet Rävsteg. På sin 75-årsdag, 2021, släppte han CD-albumet Slavisk dans. 
Anders Forsslund är verksam i bland annat FJK, Svenska Lyxorkestern, Gladpack, Tvenne och Handklaver och Basfiol.Han skriver låtar och uppträder också tillsammans med Malin Berglund från Hallstavik. Han är utbildad på Scenskolan och vid Kungliga Musikhögskolan i Stockholm och har arbetat som musiklärare på Svartsö i Stockholms skärgård. Där leder han också Psalmorkestern, som uppträder tre gånger om året sedan 2002 och lockar en jättepublik på ön. 
Anders Forsslund arbetar också med musik i palliativ vård och med kommunikationsutveckling.

## Filmografi
- 1966 – Trettio pinnar muck
- 1966 – Tryck opp i topp
- 1976 – Embargo